# Šapine
Šapine (cyr. Шапине) – wieś w Serbii, w okręgu braniczewskim, w gminie Malo Crniće. W 2011 roku liczyła 898 mieszkańców.